# Tyrell Richard
Tyrell Richard (4 agosto 1997) è un velocista statunitense.

## Biografia
Nel 2019 partecipò ai campionati del mondo di atletica leggera di Doha correndo nella batteria di qualificazione della staffetta 4×400 metri mista insieme a Jessica Beard, Jasmine Blocker e Obi Igbokwe, qualificandosi per la finale, che tuttavia fu corsa da altri quattro atleti che portarono a casa la medaglia d'oro e il titolo di campioni mondiali. La medaglia andò a tutto gli otto componenti delle due staffette.

## Record nazionali
- Staffetta 4×400 metri mista :3'09"34  ( Doha, 28 settembre 2019)

## Progressione

### 400 metri piani
| Stagione | Tempo | Luogo        | Data     | Rank. Mond. |
| -------- | ----- | ------------ | -------- | ----------- |
| 2019     | 44"81 | Jacksonville | 5-4-2019 | 23º         |
| 2018     | 44"70 | Eugene       | 6-6-2018 | 21º         |
| 2017     | 46"41 | Greensboro   | 6-5-2017 | 262º        |
| 2016     | 47"27 | Greensboro   | 6-5-2016 | 747º        |

## Palmarès
| Anno | Manifestazione | Sede | Evento        | Risultato | Prestazione | Note  |
| ---- | -------------- | ---- | ------------- | --------- | ----------- | ----- |
| 2019 | Mondiali       | Doha | 4×400 m       | Oro       | 2'56"69     | [ 1 ] |
| 2019 | Mondiali       | Doha | 4×400 m mista | Oro       | 3'09"34     | [ 1 ] |